# Dimos Argos-Mykines
Dimos Argos-Mykines (Argos-Mykines) är en kommun i Grekland.   Den ligger i prefekturen Nomós Argolídos och regionen Peloponnesos, i den södra delen av landet, 100 km väster om huvudstaden Aten. Antalet invånare är 47 745. Arean är 1 003 kvadratkilometer.
Terrängen i Dimos Argos-Mykines är bergig åt nordväst, men åt sydost är den kuperad.